# 세르히오 라모스
세르히오 라모스 가르시아(스페인어: Sergio Ramos García, 스페인어 발음: [ˈseɾxjo ˈramos ɣaɾˈθi.a]; 1986년 3월 30일~)는 스페인의 축구 선수로, 포지션은 센터백이다. 현재 리가 MX의 몬테레이 소속이다. 라모스는 스페인 국가대표팀의 주장을 역임했고 센터백 외에 라이트백 포지션도 뛸 수 있다.
세비야의 유소년 아카데미를 졸업한 라모스는 훗날 레알 마드리드의 주축이 되었다. 그는 후자의 구단에서 12개의 주요 대회를 우승했고, 수비에 배치되는 선수 치고는 라 리가 최고의 득점 공급원이 되기도 했다.
라모스는 국제 무대에서 스페인을 대표하여 3차례 FIFA 월드컵과 3차례 UEFA 유럽 축구 선수권 대회에 참가했고, 전자의 대회는 2010년에, 후자의 대회는 2008년과 2012년에 우승을 거두었다. 그는 18세의 나이로 첫 출전했으며, 2013년에는 100경기를 출전한 최연소 선수가 되었다.

## 클럽 경력

### 세비야
안달루시아 지방 세비야 주 카마스 출신으로, 라모스는 인근 구단 세비야에서 축구에 입문해, 헤수스 나바스와 안토니오 푸에르타와 함께 구단의 유소년 아카데미를 졸업했다. 그는 2004년 2월 1일에 1군 및 라 리가 데뷔전을 치렀는데, 0-1로 진 데포르티보 원정에서 프란시스코 가야르도와 64분에 교체로 들어갔다.
세비야는 리그를 6위로 마쳐 UEFA컵 진출권을 얻은 2004-05 시즌, 라모스는 총 41경기에 출전해 안방에서의 레알 소시에다드전 (2-1 승리)과 레알 마드리드전 (2-2 무승부)에서는 직접 골을 넣기도 했다. 같은 시즌의 유럽대항전에서도 첫 골을 기록했는데, 에스타디오 라몬 산체스 피스후안에서 열린 나시오날과의 1라운드 경기에서 머리로 골망을 갈라 2-0 승리(합계 4-1)를 종결지었다.

### 레알 마드리드

#### 2005–2009

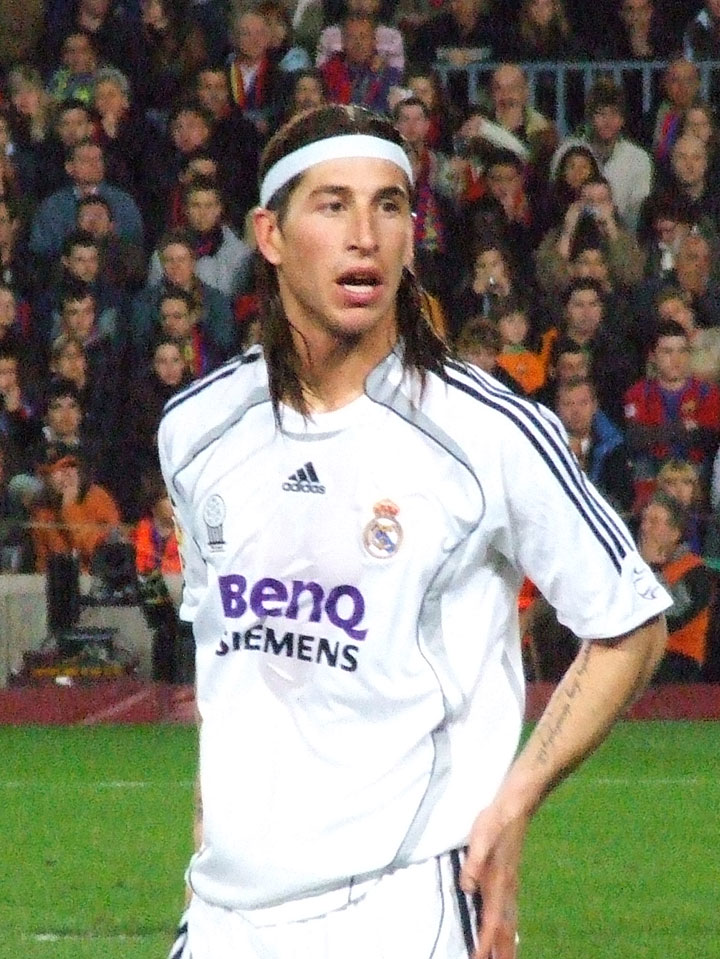
2007년 3월 경기의 라모스

2005년 여름, 라모스는 €27M에 레알 마드리드로 이적해, 스페인 청소년으로는 역대 최고 이적료를 기록했다. 그는 플로렌티노 페레스의 레알 마드리드 회장으로서 첫 임기를 역임할 때 영입한 유일한 스페인 선수이기도 했다.
구단은 이전에 페르난도 이에로가 사용하던 등번호 4번을 주었다. 2005년 12월 6일, 그는 올림피아코스와의 UEFA 챔피언스리그 조별 리그 경기에서 머랭 (Merengues) 소속으로는 첫 골을 넣었지만, 1-2로 패하면서 빛이 바랬다.
라모스는 초창기에 중앙 수비수로 기용됐지만, 비상시 수비형 미드필더로도 활용되었다. 그러나, 크리스토프 메첼더와 페페가 2007-08 시즌에 합류하면서, 그는 다시 우측 수비수로 배치되었다. 레알 마드리드에서의 처음 4시즌 간, 라모스는 수비수 치고는 흔치 않은 득점 본능을 과시했는데, 총 20골 이상을 득점했다. 그는 구단에서 활약하며 21번 퇴장을 당했는데, 이 기간동안 4번 퇴장당했고, 이 중 첫 시즌에만 4번 퇴장을 당했다. 그가 처음으로 퇴장당한 경기는 2005년 9월 18일 에스파뇰 원정 경기로, 두번의 경고로 퇴장당했고, 소속 구단은 0-1로 패했다.
2006-07 시즌, 라모스는 5골을 기록했는데, 한 골은 3-3으로 비긴 바르셀로나전이었으며, 레알 마드리드는 30번째 스페인 리그 우승을 거두었다.
2008년 5월 4일, 그는 오사수나 원정에서 곤살로 이과인의 89분 결승골을 도와 2-1 승리에 쐐기를 박았고, 같은 날 구단의 31번째 리그 우승을 확정지었다. 시즌 최종일, 그는 강등을 확정지은 레반테를 상대로 두 골을 득점해 홈에서 5-2 승리를 견인했다: 한 골은 머리로, 다른 한 골은 개인기로 넣었다. 이 골들로 그는 2007-08 시즌에 넣은 골 수를 5골로 늘렸다.
2008년 8월 24일, 라모스는 발렌시아와의 수페르코파 데 에스파냐 2008 2차전에서 2-1로 앞서가는 득점을 기록해 4-2 승리, 합계 6-5 승리에 일조했다. 이 경기에서의 승리는 레알 마드리드가 라파엘 판 데르 파르트와 뤼트 판 니스텔로이가 퇴장당해 9명으로 뛰는 수적 열세 상황에서 거둔 것이었다. 비록 라모스는 2008-09 시즌 초반에 부진을 겪기고 했지만, 기량을 회복하여 2009년 1월 11일에는 마요르카를 상대로 발리슛으로 득점을 기록해 3-0 승리에 일조했다. 그는 3-1로 이긴 오사수나와의 홈경기에서 득점 행진을 이어나갔다.
라모스는 FIFA와 UEFA에 의해 올해의 팀 일원으로 선정되었고, 2007-08 시즌의 업적으로 FIFPro 올해의 팀 안에 들었다. 그는 2008년 유럽 올해의 선수 후보들 중 21위에 올랐었다.

#### 2009–2015
2009-10 시즌 초, 라모스는 레알 마드리드의 주장단 4명 중 한명으로 선임했다. 페페가 시즌 도중 무릎 중상을 당하면서, 라모스는 주로 중앙 수비수로 배치되었다. 그는 33경기에 출전해 4골을 넣었고, 2010년 2월 21일에는 비야레알과의 경기에서 수도 연고 구단 소속으로 200번째 경기(리그만으로는 150번째 경기)를 펼쳤다. 이러한 업적을 달성한 시즌이었지만, 하얀 군단 (Los Blancos)는 시즌을 빈손으로 끝냈다.

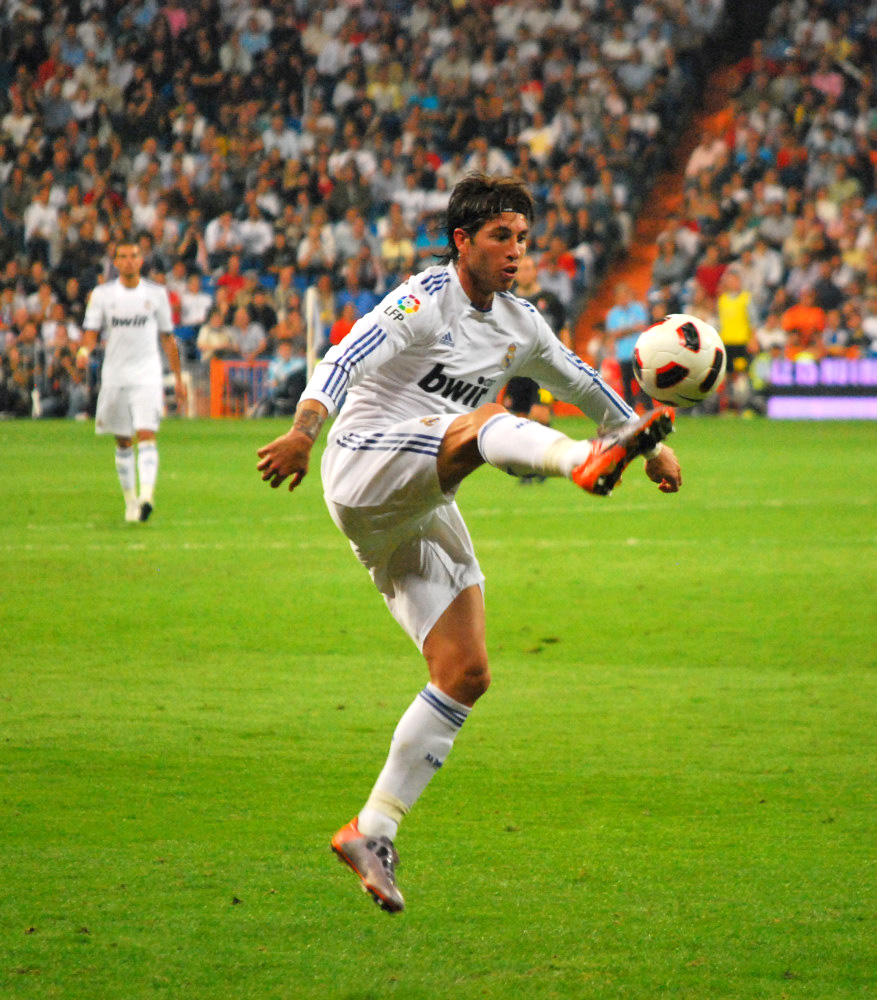
2010년 10월 경기의 라모스.

2010년 11월 29일, 바르셀로나에게 0-5로 패한 경기에서 라모스는 후방에서 리오넬 메시를 걷어차고, 이어지는 싸움에서 카를레스 푸욜을 밀친 것으로 퇴장당했다. 이는 구단에서의 10번째 퇴장으로 당시 그보다 264경기를 더 뛴 페르난도 이에로와 최다 퇴장 횟수에 동률을 이루었다. 2011년 4월 20일, 라모스는 발렌시아에서 열린 바르셀로나와의 코파 델 레이 2010-11 결승전에 선발로 나서 1-0 승리를 도왔다. 이후 우승을 자축하는 과정에서, 그는 실수로 구단 버스 위에서 컵을 떨어뜨렸고, 컵은 차량 바퀴 아레에 깔렸고, 그 결과 트로피에 금이 갔다.
2011년 7월 12일, 라모스는 레알 마드리드와의 계약을 2017년까지 연장했다. 이듬해 4월 25일, 바이에른 뮌헨과의 준결승 2차전에서 승부차기 주자로 나서 실축했고, 구단은 1-3 패배를 당했다. 리그에서는 4년의 가뭄을 끝냈고, 그는 구단 내에서 가장 많은 공을 가로챘으며, 전체로는 이 부문에서 3위를 기록했다.
2013년 1월 9일, 라모스는 셀타 비고와의 코파 델 레이 2012-13 경기에서 경고 누적으로 후반 중간에 퇴장당했다. 그는 미겔 앙헬 아브사 가메스 주심에 폭언을 한 것으로 밝혀져 4경기 출장 정지 징계를 받았다. 그 다음달, 2-0으로 이긴 라요 바예카노와의 홈 경기에서 2호골을 기록하고 전반 20분도 안되어 그는 1분도 채 안된 시간에 경고 두번으로 퇴장당했고, 레알 마드리드 경기에서만 16번 퇴장당했고, 리그에서만 12번 퇴장당했다.
2013년 2월 말에서 3월 초까지, 이케르 카시야스가 부상으로 빠지자, 라모스는 나흘 간의 바르셀로나 2연전에서 주장으로 출전해 연승을 이끌었다: 후자의 홈 경기에서는 코너킥을 머리로 연결해 2-1 결승골을 터뜨렸다.
2013년 12월 14일, 라모스는 2-2로 오사수나에 비긴 경기에서 구단 역대 최다인 18번째 퇴장을 당했지만, 출장 정지 징계는 유예되었다. 2014년 3월 23일, 그는 3-4로 바르셀로나에 홈에서 패한 경기에서 19번째 퇴장을 당했다.
2014년 4월 29일, 라모스는 바이에른 뮌헨과의 UEFA 챔피언스리그 준결승 원정 경기에서 머리로 두 골을 넣어 4-0 승리를 견인했고, 합계 5-0 승리를 거두어 마드리드를 12년만에 처음으로 마침내 대회 결승전에 진출시켰다.
5월 24일, 아틀레티코 마드리드와의 결승전에서, 그는 후반 추가 시간에 1-1 동점골을 기록해 승부를 원점으로 돌렸고, 소속 구단은 연장전 끝에 4-1 역전승을 거두고 대회 통산 10번째 우승을 차지했다. 그는 팬들에 의해 최우수 선수로도 선정되었다.
라모스는 2014년 8월 12일, 세비야와의 UEFA 슈퍼컵 경기를 90분 뛰어 2-0으로 이기고 첫 우승 트로피를 따는 것으로 2014-15 시즌을 시작했다. 그는 이후 아틀레티코 마드리드와 수페르코파 데 에스파냐 2연전을 펼쳤고, 하얀 군단 (Los Blancos)는 합계 1-2로 졌다. 라모스는 8월 31일, 2-4로 패한 레알 소시에다드 원정 2라운드 경기에서 시즌 1호골을 기록했지만 2-4로 패했다.
그는 이후 모로코에서 열린 FIFA 클럽 월드컵 2014 준결승전과 결승전에서 모두 득점을 올렸고, 대회 최우수 선수로 선정되었다.

#### 2015–2021: 완장의 주인이 되다

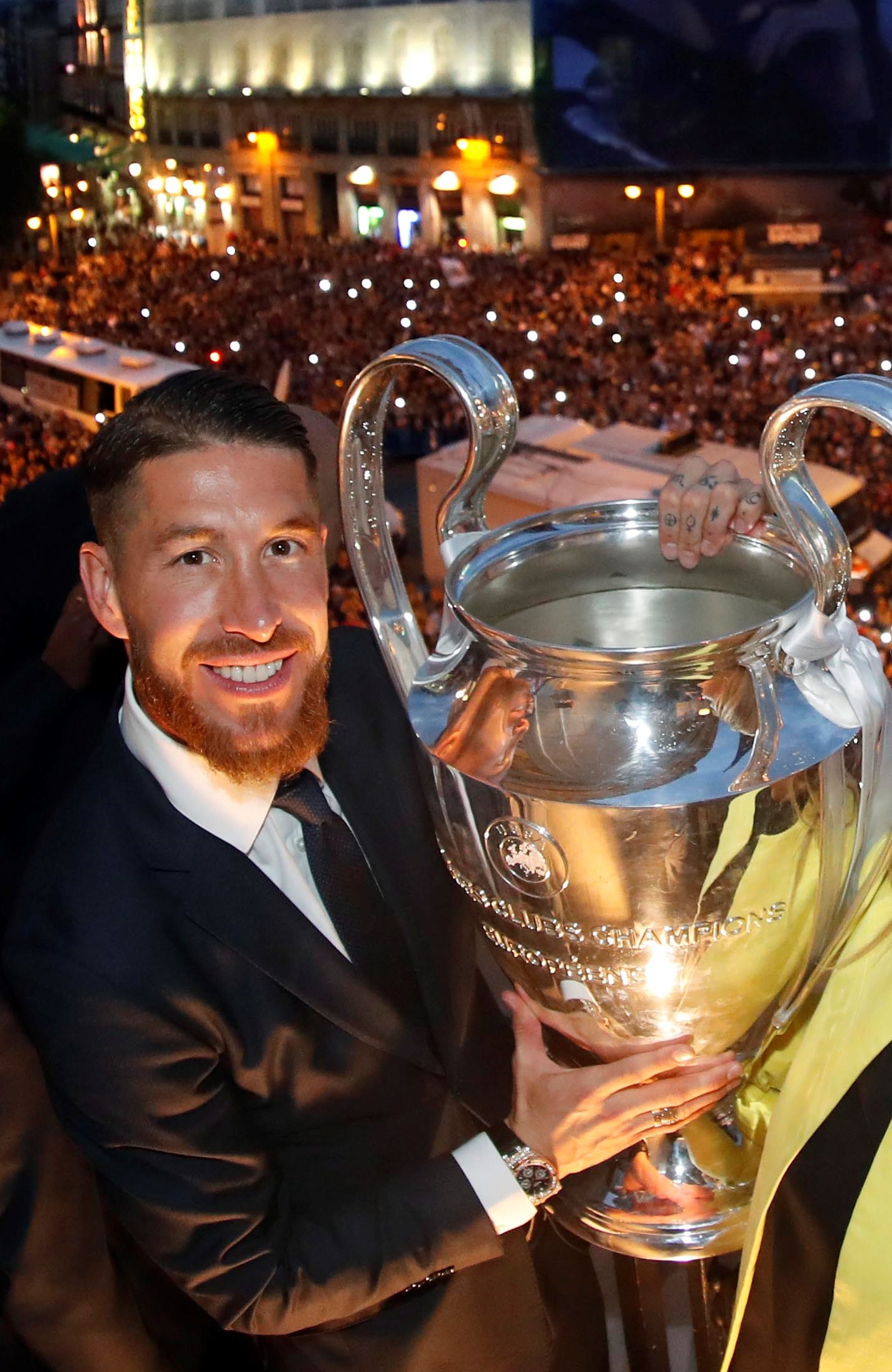
2016년에 수집한 UEFA 챔피언스리그 트로피를 든 라모스

2015년 8월 17일, 맨체스터 유나이티드 이적설이 몇 달간 흘러나왔지만, 라모스는 레알 마드리드와 계약하여 2020년까지 하얀 군단 (Los Blancos) 일원의 신분으로 남게 되었다. 그는 카시야스가 포르투로 떠나면서 완장의 주인이 되었다.
2015년 12월 20일, 라모스는 완장을 차고 마드리드는 라요 바예카노전의 사령관으로 출전해 10-2 우승을 도왔고, 구단이 55년만에 라 리가 역사상 최다 점수차 승리를 거두게 했다. 그러나, 이듬해 3월 13일, 그는 2-1로 이긴 라스 팔마스전에서 레알 마드리드 경기에서 20번째 퇴장을 당했는데, 그에 앞서 이스코의 코너킥을 머리로 연결해 선제골을 득점했었다. 4월 2일, 그는 징계에서 풀려나 캄 노우 바르셀로나 원정에서 2-1 승리를 도왔지만, 또다시 퇴장당해, 퇴장 횟수가 통산 21번, 고전 더비에서만 4번을 퇴장 당했다.
2016년 5월 28일, 라모스는 아틀레티코 마드리드와의 UEFA 챔피언스리그 결승전에서 한골을 더 넣어 소속 구단이 전반에 앞서게 했다. 후반전에 아틀레티코에게 동점골을 실점했지만, 그는 승부차기에서 주자로 나서 골망을 흔들어 5-3 승리를 거들었다. 따라서, 그는 처음으로 UEFA 챔피언스리그를 주장으로서 들게 되었다. 경기 후, 그는 UEFA에 의해 최우수 선수로 선정되었다.
라모스는 UEFA 슈퍼컵 2016에서도 선발로 출전해 93분에 레알 마드리드의 동점골을 뽑아 경기를 연장전으로 이어나갔다. 레알 마드리드는 결국 경기를 3-2로 뒤집었고, 라모스는 또다시 최우수 선수로 선정되었다.
2021년 6월 16일 16년간 몸담았던 레알 마드리드와 작별했다.

### 파리 생제르맹
2021년 7월 8일 파리 생제르맹에 입단하였다.
2023년 6월 2일, 파리 생제르맹은 공식 홈페이지를 통해 라모스가 시즌 종료 후 계약 만료로 팀을 떠날 것이라고 발표했다.

### 세비야 복귀
2023년 9월 4일, 세비야와 1년 계약을 맺고 18년 만에 복귀했다.

## 국가대표팀 경력

### 국가대표팀 데뷔와 2006년 FIFA 월드컵

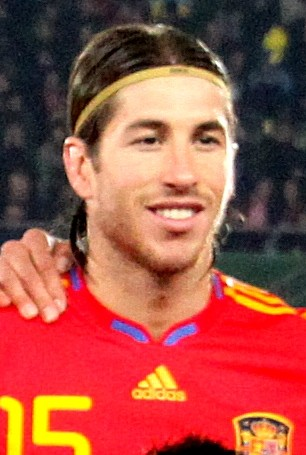
2010년 FIFA 월드컵의 라모스.

2004년, 라모스는 스페인 U-21 대표팀의 주목 대상이었고, 그는 6번의 국제 경기에 나섰다. 2005년 3월 26일, 살라망카에서 열린 중국과의 친선경기에서 18세 361일의 나이에 성인 국가대표팀 데뷔전을 치러, 55년만의 역대 최연소 국가대표가 되었으며, 경기는 3-0 완승으로 끝났다. 그는 이 기록을 2006년 3월 1일, 세스크 파브레가스가 코트디부아르와의 친선경기에서 신고식을 치르기 전까지 기록을 보유했다.
2005년 10월 12일, 라모스는 6-0으로 이긴 산마리노와의 2006년 FIFA 월드컵 예선 원정 경기에서 두골이나 집어넣었다. 그는 독일에서 열린 본선의 최종 명단에 승선했고, 레알 마드리드 팀 동료였던 미첼 살가도가 붉은 유니폼을 벗으면서 논란의 여지가 없는 우측 수비수가 되었다.

### UEFA 유로 2008
스페인이 UEFA 유로 2008 예선을 통과하는 과정에, 라모스는 국가대표팀 고정 선발로 나섰고, 스페인은 스웨덴을 제치고 1위로 본선에 진출했다. 그는 예선에서 2골을 기록했는데, 한 골은 3-1로 이긴 덴마크 경기였고, 총 11번 출전했다. 대회 본선에서, 라모스는 2-1로 이긴 그리스와의 조별 리그 경기를 제외하고 모든 경기에서 중도에 교체되지 않고 출전했다. 결승전에서는 마르코스 세나의 첫 국가대표팀 골을 도울 뻔 했지만, 세나가 쏜 공은 살짝 빗나갔다. 독일을 꺾고 자축하는 과정에서 그는 2007년 8월에 타계한 전 세비야 팀동료인 푸에르타를 추모하는 셔츠를 입었다.

### 2009년 FIFA 컨페더레이션스컵과 2010년 FIFA 월드컵
라모스는 2009년 FIFA 컨페더레이션스컵 명단에 발탁되어 남아프리카 공화국에 입국했는데, 스페인은 대회를 3위로 마감했다. 2010년 6월 3일, 그는 1-0으로 이긴 오스트리아 인스브루크에서 대한민국과의 친선전에서 처음으로 국가대표팀 완장을 찼고, 경기는 1-0으로 이겼다.
작년 대회와 같은 곳에서 열린 2010년 FIFA 월드컵에서 그는 모든 경기에 나서 5차례 무실점 경기를 펼치는데 도움을 주었고, 조국은 결승에 올라 네덜란드를 1-0으로 이겼다. 그는 캐스트롤 성과 지수 9.79점으로 이 부문에서 대회 최고점을 기록했다.

### UEFA 유로 2012

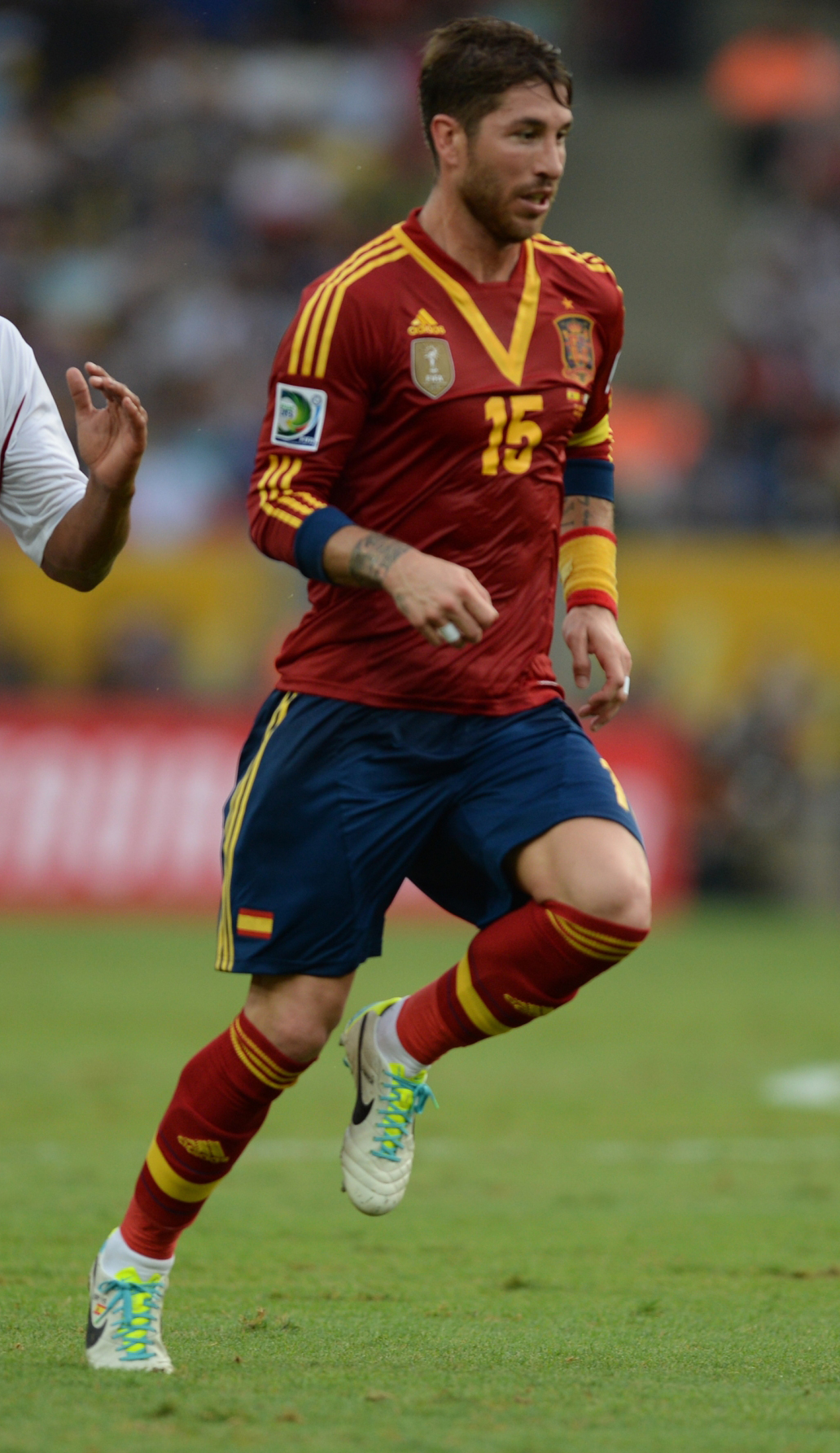
2013년 FIFA 컨페더레이션스컵의 라모스

라모스는 UEFA 유로 2012에서 스페인 수비의 중추를 맡았다. 그는 위치 변경에 대해 "나는 적응했고, 중앙에서 편한 것을 느낍니다, 그러나, 저는 세계와 유럽 대회를 정복한 우측 수비수이기도 합니다." 라고 대답했다. 그는 바르셀로나 소속의 제라르드 피케와 함께 폴란드와 우크라이나에서 열린 대회에서 전 경기 출전했으며, 포르투갈과의 승부차기 주자로 나서 파넨카식으로 차넣어 (120분 후 0-0으로 비긴 후) 4-2 승리에 일조했다.

### 2013년 FIFA 컨페더레이션스컵과 2014년 FIFA 월드컵
2013년 3월 22일, 라모스는 히혼에서 열린 핀란드와의 2014년 FIFA 월드컵 예선전에 100경기 출장의 금자탑을 세웠지만 1-1로 비기면서 빛이 바랬다. 그는 100경기를 출전한 최연소 유럽 선수로, 종전에 독일의 루카스 포돌스키가 세운 기록을 넘어섰다. 6월, 라모스는 브라질에서 열린 2013년 FIFA 컨페더레이션스컵에 나서, 스페인의 전 경기에 출전했지만, 결승전에서 개최국에게 패하는 것을 막지 못했다. 그는 10-0으로 이긴 이스타지우 두 마라카낭의 타히티와의 조별 리그 경기에서 또 한번 완장을 찼다.
0-3으로 패한 브라질과의 컨페더레이션스컵 결승전에서 그는 페널티킥을 실축했다.
라모스는 2014년에 자신의 3번째 FIFA 월드컵에 참가했다. 그는 스페인이 브라질에서 치른 세 경기에서 90분씩 다른 중앙 수비수와 협력해 소화했지만, 전 대회 우승국은 조별 리그에서 탈락했다.

### UEFA 유로 2016
다비드 데 헤아가 이케르 카시야스를 대신해 스페인의 선발로 나서면서 라모스는 UEFA 유로 2016 기간동안 주장으로 활약했다. 2016년 6월 21일, 그는 크로아티아와의 일전에서 페널티킥을 찼지만 다니옐 수바시치의 손에 걸렸고, 1-2 패배를 막지 못했다.

### 국가대표팀 은퇴
2023년 2월 24일, 2년 동안 국가대표팀에 뽑히지 못한 라모스는 자신의 트위터, 인스타그램을 통해 자신이 더 이상 스페인 국가대표팀의 계획에 포함되지 않는다는 말을 감독에게 들었다고 밝히며 스페인 축구 국가대표팀 은퇴를 선언했다. 라모스는 스페인 대표팀에서 180경기를 소화해 스페인 국가대표팀의 최다 출전자가 되었다.

## 플레이스타일
라모스는 공중전에 강한 선수로, 공이 정지되었다 재개되는 상황에서 득점력으로 위협이 되는 선수이며, 경쟁력 있고, 거칠게 태클하는 선수이기도 하다. 그는 발이 빠르며, 기술도 좋고, 크로스를 배급하는 능력도 지니고 있다. 스페인의 스포츠 전문인 마르카지를 통해 FIFA의 공식 기록에 따르면 시속 30.6 킬로미터를 주파했다고 확인했다. 그러나, 그는 절제력을 잃는 경우가 종종 있고, 레알 마드리드 선수들 중 최다 퇴장 횟수를 기록해 비난의 대상이 되었다. 지휘관으로서의 자질, 체력 및 기술적 기량을 소유해, 그는 공수 양면에서 두각을 나타내며, 다채로운 전술적 운영이 가능해, 그는 중앙 수비수 외에도 측면 수비수로도 배치될 수 있으며, 구단의 전 감독이었던 카를로 안첼로티는 그를 전설적인 수비수 파올로 말디니와 견주기도 했다. 전술적 유연성에 따라, 안첼로티 감독 임기의 2014-15 시즌에는 간혹 중앙이나 수비형 미드필더로 임무를 수행하기도 했다.

## 경력 통계

### 클럽 기록
2025년 4월 15일 기준
| 클럽          | 시즌        | 리그 | 리그 | 컵1  | 컵1  | 유럽 | 유럽 | 기타2 | 기타2 | 합계 | 합계 |
| 클럽          | 시즌        | 출장 | 득점 | 출장 | 득점 | 출장 | 득점 | 출장  | 득점  | 출장 | 득점 |
| ------------- | ----------- | ---- | ---- | ---- | ---- | ---- | ---- | ----- | ----- | ---- | ---- |
| 세비야        | 2003–04     | 7    | 0    |      |      |      |      |       |       | 7    | 0    |
| 세비야        | 2004–05     | 31   | 2    | 5    | 0    | 5    | 1    |       |       | 41   | 3    |
| 세비야        | 2005–06     | 1    | 0    |      |      |      |      |       |       | 1    | 0    |
| 세비야        | 소계        | 39   | 2    | 5    | 0    | 5    | 1    | 0     | 0     | 49   | 3    |
| 레알 마드리드 | 2005–06     | 33   | 4    | 6    | 1    | 7    | 1    |       |       | 46   | 6    |
| 레알 마드리드 | 2006–07     | 33   | 5    | 3    | 0    | 6    | 1    |       |       | 42   | 6    |
| 레알 마드리드 | 2007–08     | 33   | 5    | 5    | 1    | 7    | 0    |       |       | 45   | 6    |
| 레알 마드리드 | 2008–09     | 32   | 4    | 2    | 1    | 8    | 1    |       |       | 42   | 6    |
| 레알 마드리드 | 2009–10     | 33   | 4    |      |      | 7    | 0    |       |       | 40   | 4    |
| 레알 마드리드 | 2010–11     | 31   | 3    | 7    | 1    | 8    | 0    |       |       | 46   | 4    |
| 레알 마드리드 | 2011–12     | 34   | 3    | 6    | 0    | 11   | 1    |       |       | 51   | 4    |
| 레알 마드리드 | 2012–13     | 26   | 4    | 5    | 0    | 9    | 1    |       |       | 40   | 5    |
| 레알 마드리드 | 2013–14     | 32   | 4    | 8    | 0    | 11   | 3    |       |       | 51   | 7    |
| 레알 마드리드 | 2014–15     | 27   | 4    | 4    | 1    | 8    | 0    | 3     | 2     | 42   | 7    |
| 레알 마드리드 | 2015–16     | 23   | 2    |      |      | 10   | 1    |       |       | 33   | 3    |
| 레알 마드리드 | 2016–17     | 31   | 6    |      |      | 13   | 4    | 2     | 1     | 45   | 11   |
| 레알 마드리드 | 2017–18     | 26   | 4    | 3    | 0    | 11   | 1    | 4     | 0     | 45   | 5    |
| 레알 마드리드 | 2018-19     | 28   | 6    | 6    | 3    | 5    | 0    | 3     | 2     | 42   | 11   |
| 레알 마드리드 | 2019-20     | 35   | 11   | 2    | 0    | 5    | 2    | 2     | 0     | 44   | 13   |
| 레알 마드리드 | 2020-21     | 15   | 2    |      |      | 5    | 2    | 1     | 0     | 21   | 4    |
| 레알 마드리드 | 소계        | 472  | 71   | 57   | 8    | 131  | 18   | 15    | 5     | 675  | 102  |
| 파리 생제르맹 | 2021-22     | 12   | 2    | 1    | 0    |      |      |       |       | 13   | 2    |
| 파리 생제르맹 | 2022-23     | 33   | 2    | 3    | 1    | 8    | 0    | 1     | 1     | 45   | 4    |
| 파리 생제르맹 | 소계        | 45   | 4    | 4    | 1    | 8    | 0    | 1     | 1     | 58   | 6    |
| 세비야        | 2023-24     | 28   | 3    | 4    | 2    | 5    | 2    | -     | -     | 37   | 7    |
| 몬테레이      | 2025        | 6    | 3    |      |      | 1    | 1    |       |       | 7    | 4    |
| 커리어 합계   | 커리어 합계 | 613  | 86   | 61   | 10   | 149  | 19   | 26    | 8     | 849  | 123  |

1 수페르코파 데 에스파냐 출전 경기 포함
2 UEFA 슈퍼컵 및 FIFA 클럽 월드컵 출전 경기 포함

### 국가대표팀 기록

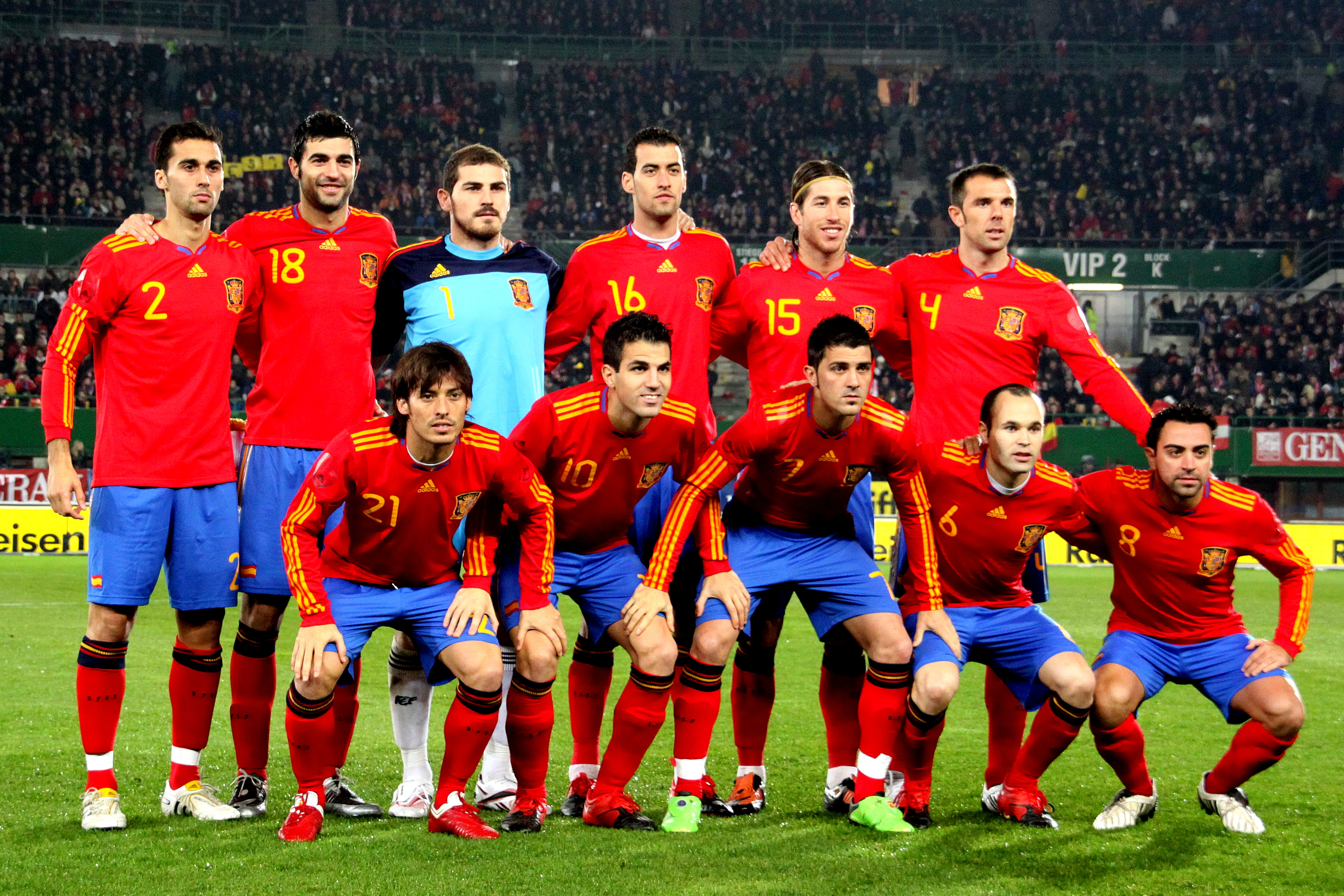
2010년 오스트리아전을 앞두고 스페인 국가대표팀 선수들과 사진 촬영에 임한 라모스 (윗줄 오른쪽 두 번째)

2021년 3월 23일 기준
| 스페인 | 스페인 | 스페인 | 스페인 |
| 연도   | 출장   | 득점   | 도움   |
| ------ | ------ | ------ | ------ |
| 2005   | 7      | 2      | 0      |
| 2006   | 13     | 0      | 1      |
| 2007   | 10     | 2      | 0      |
| 2008   | 15     | 0      | 0      |
| 2009   | 11     | 0      | 2      |
| 2010   | 16     | 1      | 2      |
| 2011   | 10     | 1      | 0      |
| 2012   | 16     | 2      | 0      |
| 2013   | 17     | 1      | 1      |
| 2014   | 9      | 1      | 1      |
| 2015   | 6      | 0      | 0      |
| 2016   | 10     | 0      | 0      |
| 2017   | 9      | 3      | 1      |
| 2018   | 12     | 4      | 0      |
| 2019   | 9      | 4      | 0      |
| 2020   | 8      | 2      | 0      |
| 2021   | 2      | 0      | 0      |
| 합계   | 180    | 23     | 8      |

### 국가대표팀 득점 기록
2023년 2월 기준. 아래의 점수에서 왼쪽의 점수가 스페인의 점수이며, 점수 열은 라모스 득점 후의 점수 상황을 나타낸다.
| #  | 날짜             | 경기장                                 | 상대         | 점수 | 최종결과 | 대회                      |
| -- | ---------------- | -------------------------------------- | ------------ | ---- | -------- | ------------------------- |
| 1  | 2005년 10월 13일 | 올림피코, 세라발레, 산마리노           | 산마리노     | 3–0  | 4–0      | 2006년 FIFA 월드컵 예선전 |
| 2  | 2005년 10월 13일 | 올림피코, 세라발레, 산마리노           | 산마리노     | 4–0  | 4–0      | 2006년 FIFA 월드컵 예선전 |
| 3  | 2007년 10월 13일 | 아틀레티온, 오르후스, 덴마크           | 덴마크       | 2–0  | 3–1      | UEFA 유로 2008 예선전     |
| 4  | 2007년 11월 17일 | 산티아고 베르나베우, 마드리드, 스페인  | 스웨덴       | 3–0  | 3–0      | UEFA 유로 2008 예선전     |
| 5  | 2010년 3월 3일   | 스타드 드 프랑스, 생드니, 프랑스       | 프랑스       | 2–0  | 2–0      | 친선경기                  |
| 6  | 2011년 9월 6일   | 라스 가우나스, 로그로뇨, 스페인        | 리히텐슈타인 | 4–0  | 6–0      | UEFA 유로 2012 예선전     |
| 7  | 2012년 10월 16일 | 비센테 칼데론, 마드리드, 스페인        | 프랑스       | 1–0  | 1–1      | 2014년 FIFA 월드컵 예선전 |
| 8  | 2012년 11월 14일 | 롬멜 페르난데스, 파나마 시, 파나마     | 파나마       | 4–0  | 5–1      | 친선경기                  |
| 9  | 2013년 3월 22일  | 엘 몰리논, 히혼, 스페인                | 핀란드       | 1–0  | 1–1      | 2014년 FIFA 월드컵 예선전 |
| 10 | 2014년 9월 8일   | 발렌시아 시립 경기장, 발렌시아, 스페인 | 북마케도니아 | 1–0  | 5–1      | UEFA 유로 2016 예선전     |
| 11 | 2017년 9월 5일   | 파두츠, 리히텐슈타인                   | 리히텐슈타인 | 1–0  | 8-0      | 2018 FIFA 월드컵 예선     |
| 12 | 2017년 11월 14일 | 상트페테르부르크, 러시아               | 러시아       | 2-0  | 3-3      | 친선전                    |
| 13 | 2017년 11월 14일 | 상트페테르부르크, 러시아               | 러시아       | 3-3  | 3-3      | 친선전                    |
| 14 | 2018년 9월 11일  | 엘체, 스페인                           | 크로아티아   | 5-0  | 6-0      | 2018-19 UEFA 네이션스리그 |
| 15 | 2018년 10월 11일 | 카디프, 웨일스                         | 웨일스       | 2-0  | 4-1      | 친선전                    |
| 16 | 2018년 10월 15일 | 세비야, 스페인                         | 잉글랜드     | 2-3  | 2-3      | 2018-19 UEFA 네이션스리그 |
| 17 | 2018년 11월 15일 | 자그레브, 크로아티아                   | 크로아티아   | 2-2  | 2-3      | 2018-19 UEFA 네이션스리그 |
| 18 | 2019년 3월 23일  | 발렌시아, 스페인                       | 노르웨이     | 2-1  | 2-1      | UEFA 유로 2020 예선       |
| 19 | 2019년 6월 7일   | 토르스하운, 페로 제도                  | 페로 제도    | 1–0  | 4-1      | UEFA 유로 2020 예선       |
| 20 | 2019년 6월 10일  | 마드리드, 스페인                       | 스웨덴       | 1–0  | 3-0      | UEFA 유로 2020 예선       |
| 21 | 2019년 9월 5일   | 부쿠레슈티, 루마니아                   | 루마니아     | 1–0  | 2-1      | UEFA 유로 2020 예선       |
| 22 | 2019년 9월 6일   | 마드리드, 스페인                       | 우크라이나   | 1–0  | 4-0      | 2020-21 UEFA 네이션스리그 |
| 23 | 2019년 9월 6일   | 마드리드, 스페인                       | 우크라이나   | 2-0  | 4-0      | 2020-21 UEFA 네이션스리그 |

## 수상 내역

#### 레알 마드리드
- 라리가: 2006–07, 2007–08, 2011–12, 2016-17, 2019-20
- 국왕컵: 2010–11, 2013–14
- 수페르코파 데 에스파냐: 2008, 2012, 2017, 2019-20
- UEFA 챔피언스리그: 2013–14, 2015–16, 2016–17, 2017–18
- UEFA 슈퍼컵: 2014, 2016, 2017
- FIFA 클럽 월드컵: 2014, 2016, 2017, 2018

#### 파리 생제르맹
- 리그 1 : 2021–22, 2022–23
- 트로페 데 샹피옹 : 2022

#### 스페인[65]
- FIFA 월드컵: 2010
- UEFA 유로: 2008, 2012
- UEFA U-19 유로: 2004

### 개인
- 라리가 올해의 도약 선수: 2005
- 라리가 올해의 팀[66]: 2015–16
- 라리가 최우수 수비수[66]: 2011-12, 2012-13, 2013-14, 2014-15
- FIFA 클럽 월드컵 골든볼, 득점왕: 2014
- FIFPro 월드 11 : 2008, 2011, 2012, 2013, 2014, 2015, 2016, 2017, 2018, 2019, 2020
- UEFA 올해의 팀[67] : 2008, 2012, 2013, 2014, 2015, 2016, 2017, 2018, 2020
- UEFA 챔피언스리그 시즌의 스쿼드[68] : 2013–14, 2015–16, 2016–17, 2017–18
- UEFA 챔피언스리그 최우수 수비수[69] : 2016-17, 2017-18
- UEFA 궁극의 팀 : 2015[70]
- ESM 올해의 팀 : 2007–08, 2011–12, 2014–15, 2016-17
- 발롱도르 드림팀 브론즈[71] : 2020
- AS 역대 베스트 : 2021
- 루이스 아라고네스 상 : 2016
- 글로브사커 어워드 역대 최고의 수비수 상 : 2022

#### 국가대표
- FIFA 월드컵 드림팀 : 2010
- FIFA 월드컵 올스타팀 : 2010
- 2010년 FIFA 월드컵 캐스트롤 성과 지수 1위[72]
- UEFA 유로 올스타팀 : 2012
- UEFA 유로 2012 캐스트롤 EDGE 지수 1위[73]
- UEFA 유로 2012 MoM : vs. 포르투갈 (준결승전)
- FIFA 컨페더레이션스컵 드림팀 : 2013

## 사생활
라모스는 2012년 9월에 기자이자 사회자인 필라르 루비오와 맞선을 했고, 이 사실은 FIFA 발롱도르 갈라를 통해 확인되었다. 2013년 11월 12일, 루비오는 트위터를 통해 그녀가 축구인의 첫 아이를 가졌다고 밝혔고, 2014년 5월 6일에 장남 세르히오 라모스 루비오가 출생했다.
라모스는 고향에서 인기 있는 투우 보는 것을 즐기며, 최종 투우사로 활약하는 알레한드로 탈라반테와 개인적 친분이 있다. 그는 최종 투우사의 망토를 흔들며 소속 구단과 국가대항전에서 승리를 자축한다. 라모스는 열렬한 애마가이기도 하며 고향 안달루시아 지방에 종마 사육장을 보유하고 있으며, 여기서 안달루시아 종마를 전문적으로 사육한다.

## 같이 보기
- A매치 100경기 이상 출전한 축구 선수 명단